# Platanthera elliptica
Platanthera elliptica är en orkidéart som beskrevs av Johannes Jacobus Smith. Platanthera elliptica ingår i släktet nattvioler, och familjen orkidéer. Inga underarter finns listade i Catalogue of Life.